# Râncăciov, Dâmbovița
Râncăciov este un sat în comuna Dragomirești din județul Dâmbovița, Muntenia, România.
 Acest articol despre o localitate din județul Dâmbovița este deocamdată un ciot. Puteți ajuta Wikipedia prin completarea lui.